# Departamento de Alibori
Alibori es el mayor y más septentrional de los departamentos de Benín, con un área de 25.683 km² y una población de 1,146.194 habitantes (según censo de julio de 2015) El departamento se subdivide en 6 comunas (communes), cada una con su ciudad más poblada Banikoara, Gogounou, Kandi, Karimama, Malanville, y Segbana.
El departamento fue creado en 1999, año en que se separó del de Borgou. Desde 2008, la sede de la administración es Kandi.

## Localización
Se ubica en la esquina nororiental del país y tiene los siguientes límites:
| Noroeste: Este, Burkina Faso | Norte: Tillabéri, Níger | Noreste: Dosso, Níger   |
| Oeste: Atakora               |                         | Este: Kebbi, Nigeria    |
| Suroeste: Borgou             | Sur: Borgou             | Sureste: Níger, Nigeria |

## Subdivisiones
Se divide en seis comunas:
- Banikoara
- Gogounou
- Kandi
- Karimama
- Malanville
- Segbana